# Rhipidarctia auroa
Rhipidarctia auroa là một loài bướm đêm thuộc phân họ Arctiinae, họ Erebidae.